# Krasava
Krasava (cyr. Красава) – wieś w Serbii, w okręgu maczwańskim, w gminie Krupanj. W 2011 roku liczyła 588 mieszkańców.